# Bipuncticoris xestus
Bipuncticoris xestus är en insektsart som beskrevs av Alan C. Eyles och Carvalho 1995. Bipuncticoris xestus ingår i släktet Bipuncticoris och familjen ängsskinnbaggar. Inga underarter finns listade i Catalogue of Life.